# Romanciukove, Burîn
Romanciukove (în ucraineană Романчукове) este un sat în comuna Burîkî din raionul Burîn, regiunea Sumî, Ucraina.

## Demografie
Componența lingvistică a localității Romanciukove
     Ucraineană (99,67%)
     Alte limbi (0,33%)
Conform recensământului din 2001, majoritatea populației localității Romanciukove era vorbitoare de ucraineană (99,67%), existând în minoritate și vorbitori de alte limbi.